# 小行星1953
小行星1953（1953 Rupertwildt）是一颗围绕太阳公转的小行星。1951年10月29日，印第安纳大学在摩根县发现了此天体。
該小行星以德裔美國天文學家魯珀特·維爾特命名。
这颗小行星的绝对星等为327.325386243453等。